# (39796) 1997 TD
(39796) 1997 TD est un astéroïde Amor de 2,131 km de diamètre découvert en 1997.

## Description
(39796) 1997 TD a été découvert le 1er octobre 1997 à l'observatoire du Haleakalā, un centre de recherche astronomique américain faisant partie de l'Institut d'astronomie de l'Université de Hawaï situé au sommet du volcan Haleakalā sur l'île de Maui, par le programme Near Earth Asteroid Tracking (NEAT).

### Caractéristiques orbitales
L'orbite de cet astéroïde est caractérisée par un demi-grand axe de 2,25 ua, un périhélie de 1,20 ua, une excentricité de 0,47 et une inclinaison de 12,91° par rapport à l'écliptique. Du fait de ces caractéristiques, à savoir un périhélie compris entre 1,017 et 1,3 ua, il est classé comme astéroïde Amor, une famille d'astéroïdes géocroiseurs, croisant l'orbite de la Terre.

### Caractéristiques physiques
(39796) 1997 TD a une magnitude absolue (H) de 15,7 et un albédo estimé à 0,205, ce qui permet de calculer un diamètre de 2,131 km. Ces résultats ont été obtenus grâce aux observations du Wide-field Infrared Survey Explorer (WISE), un télescope spatial américain mis en orbite en 2009 et observant l'ensemble du ciel dans l'infrarouge, et publiés en 2015 dans un article présentant les résultats concernant 7 956 astéroïdes.